# Pfarrhaus (Wiesenbach)

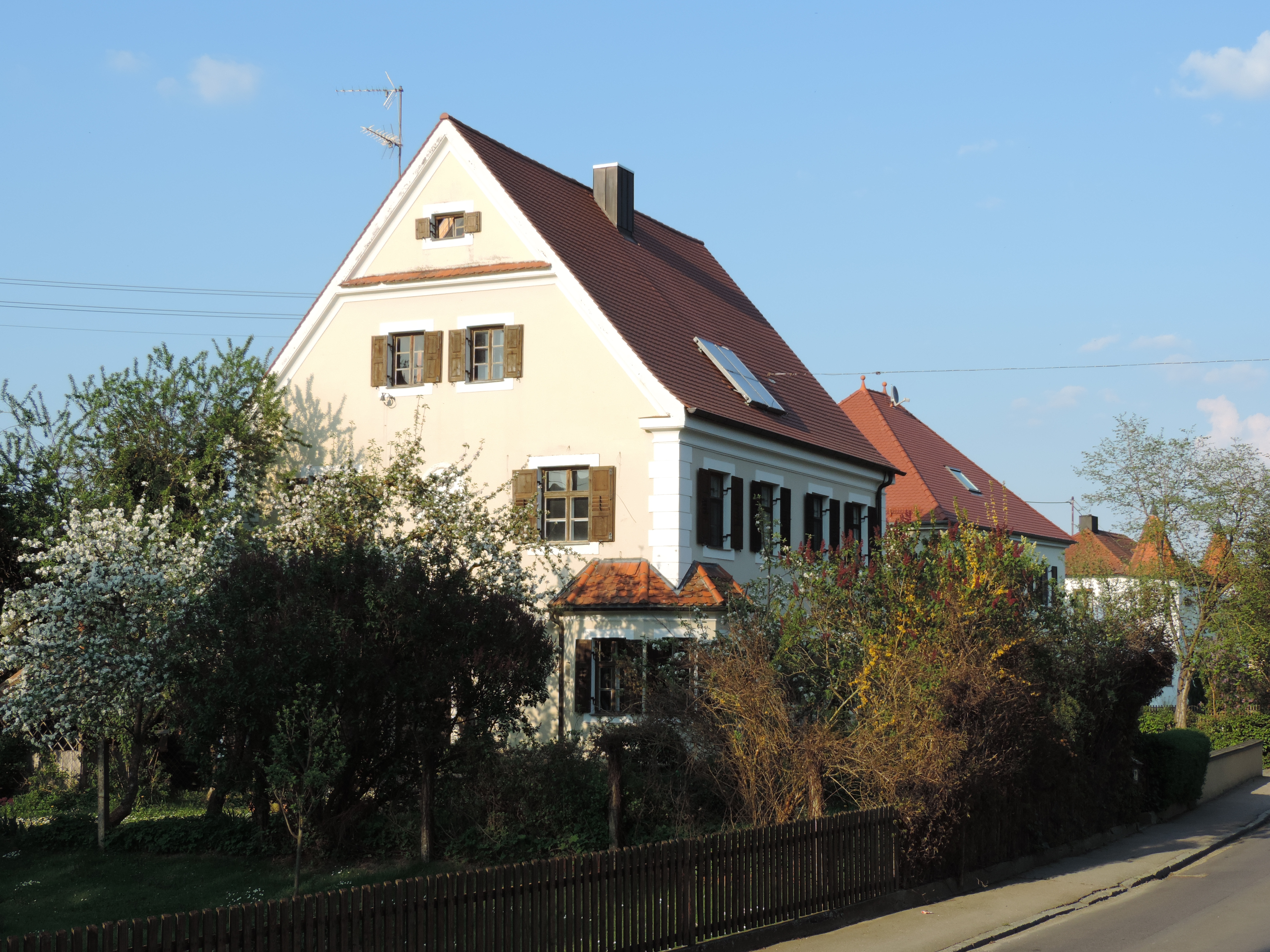
Ehemaliges Pfarrhaus in Wiesenbach

Das Pfarrhaus in Wiesenbach, einem Gemeindeteil von Pöttmes im Landkreis Aichach-Friedberg im bayerischen Regierungsbezirk Schwaben, wurde 1911 errichtet. Das ehemalige Pfarrhaus an der Baarer Straße 30, unmittelbar östlich der katholischen Pfarrkirche St. Markus, ist ein geschütztes Baudenkmal.
Das Pfarrhaus im Stil des Neubarocks wurde nach Plänen des Münchener Architekten August Hock errichtet. Der zweigeschossige Traufseitbau mit Satteldach besitzt einen polygonalen Eckerker, ein abgedecktes Giebelgesims und ein Relief der Muttergottes an der Giebelseite.